# Welsh Chess Premier League
Welsh Chess Premier League – drużynowe rozgrywki szachowe w Walii, odbywające się od 2004 roku, organizowane przez Welsh Chess Union.

## Medaliści
| Sezon     | 1. miejsce                                     | 2. miejsce                                     | 3. miejsce                                     | Źródło |
| --------- | ---------------------------------------------- | ---------------------------------------------- | ---------------------------------------------- | ------ |
| 2004/2005 | Cardigan Chess Club                            | Caerphilly Chess Club                          | Cardiff Chess Club                             | [ 2 ]  |
| 2005/2006 | Monmouth Chess Club                            | Cwmbran Chess Club                             | Cardigan Chess Club                            | [ 3 ]  |
| 2006/2007 | Nidum Chess Club                               | Cardiff Chess Club                             | Cardigan Chess Club                            | [ 4 ]  |
| 2007/2008 | brak danych                                    | brak danych                                    | brak danych                                    | [ 1 ]  |
| 2008/2009 | Nidum Chess Club                               | Cardiff Chess Club                             | Wrexham Chess Club                             | [ 5 ]  |
| 2009–2013 | brak danych                                    | brak danych                                    | brak danych                                    | [ 1 ]  |
| 2013/2014 | Nidum Chess Club                               | Cardiff Chess Club                             | Abergavenny Chess Club                         | [ 6 ]  |
| 2014/2015 | Abergavenny Chess Club                         | Cardigan Chess Club                            | The Vale Chess Club                            | [ 7 ]  |
| 2015/2016 | Abergavenny Chess Club                         | Cardigan Chess Club                            | White Knights Chess Club                       | [ 8 ]  |
| 2016/2017 | Cardiff Chess Club                             | White Knights Chess Club                       | Nidum Chess Club                               | [ 9 ]  |
| 2017/2018 | The Vale Chess Club                            | Nidum Chess Club                               | Cardigan Chess Club                            | [ 10 ] |
| 2018/2019 | Nidum Chess Club                               | Cardiff Chess Club                             | Cardigan Chess Club                            | [ 11 ] |
| 2019/2020 | sezon niedokończony z powodu pandemii COVID-19 | sezon niedokończony z powodu pandemii COVID-19 | sezon niedokończony z powodu pandemii COVID-19 | [ 12 ] |
| 2020–2022 | mistrzostwa nie odbyły się                     | mistrzostwa nie odbyły się                     | mistrzostwa nie odbyły się                     | [ 13 ] |
| 2023      | White Knights Chess Club                       | The Full Ponty                                 | Newport and County Chess Club                  | [ 14 ] |
| 2023/2024 | Cardiff Chess Club                             | Morriston Plus                                 | North Cardiff Chess Club                       | [ 15 ] |
| 2024/2025 | Cardiff Chess Club                             | Rhyfelwyr Essyllwg                             | Morriston Argonauts                            | [ 16 ] |